# Space Empires: 4X
Space Empires: 4X ist ein Brettspiel des US-amerikanischen Spieleautors Jim Krohn. Das Spiel erschien 2011 im Verlag GMT Games. Im Spiel übernimmt jeder Spieler eine Fraktion in einer Galaxie, die er erforschen muss und versucht, seine Technologien zu entwickeln, neue Raumschiffe zu bauen und seine Mitspieler zu vernichten. Das Spiel gehört zur Gruppe der 4X-Spiele.

## Thema und Ausstattung
Bei dem Spiel übernimmt jeder Spieler eine Fraktion innerhalb einer Galaxie. Beginnend vom Heimatplaneten müssen die Spieler sich mit ihren Raumschiffen in der Galaxie ausbreiten und den Weltraum erforschen. Dabei breiten sie ihre Einflusssphäre immer weiter aus, entwickeln ihre Fähigkeiten weiter und stellen dafür neue und stärkere Raumschiffe her. Die dafür benötigten Rohstoffe werden etwa von kolonisierten Planeten erbeutet oder können beim Erforschen des Weltraums gefunden werden. Durch erfolgreiches Agieren treffen die Spieler unweigerlich auf entweder neutrale Gegner oder Mitspieler, die es zu bekämpfen und zu besiegen gilt. Derjenige Spieler, dessen Heimatplaneten am Ende nicht zerstört wurde, gewinnt das Spiel. Das Spiel zählt zu den sogenannten 4X-Spielen (engl. explore, expand, exploit, exterminate, auf Deutsch Auskundschaften, Ausbreiten, Ausbeuten, Auslöschen).
Das Spielmaterial besteht neben der Spieleanleitung aus:
- einem Spielbrett von 55 × 73 cm Größe
- insgesamt 792 Countern in vier Spielerfarben
- einem 16-seitigen Regelheft
- einem Szenarienbuch
- ein Block Produktionstabellen
- zwei schwarzen 10-seitigen Würfen
- zwei orangen 10-seitigen Würfen

## Spielweise
Das Spielbrett bildet eine Galaxie mit einem Wabenmuster ab. Die Startgebiete eines jeden Spielers sind für das Standard-Szenario farbig aufgedruckt, sind aber abhängig vom gewählten Szenario und sind im Szenarienbuch beschrieben. Jeder Spieler beginnt auf einem definierten Gebiet und sucht sich ein Feld für seinen Heimatplaneten aus, auf dem seine Start-Raumschiffe platziert werden. Auf allen anderen Hexfeldern des Spielbretts kommen Counter, die bestimmen welche Eigenschaft das jeweilige Feld hat und was darauf zu entdecken ist. Raumschiffe sind durch Counter dargestellt, auf denen Angriffs-, Verteidigungs-, Treffer- und Schadenspunkte ersichtlich sind. Befinden sich am Ende einer Bewegungsrunde Raumschiffe verschiedener Spieler auf demselben Feld werden Kämpfe ausgetragen, die mit zehnseitigen Würfeln entschieden werden. Dabei muss mit den Würfeln auf die Trefferpunkte eines Raumschiffs geworfen werden. Angriffs- und Verteidigungspunkte der Raumschiffe sowie die entwickelten Fähigkeiten der Spieler beeinflussen die Trefferwahrscheinlichkeit ebenfalls. Ein Kampf endet sobald alle Einheiten eines Spielers zerstört oder geflüchtet sind.
Jede Spielrunde besteht aus drei Bewegungsrunden und einer Wirtschaftsrunde. In jeder Bewegungsrunde darf jeder Spieler in Spielreihenfolge seine Raumschiffe bewegen, die Reichweite ist abhängig vom Stand der Entwicklung der Bewegungstechnologie. Mit den Raumschiffen müssen die Spieler mit ihren Raumschiffen die Galaxie erforschen. Dabei können sie entweder neue Ressourcen finden, die mit Frachtern zum eigenen Planeten gebracht werden müssen, oder fremde Planeten entdecken, die mit Kolonisierungsschiffen bevölkert werden können. Es gibt auch Planeten, die von neutralen Einheiten bewacht werden und erstmal erobert werden müssen. Nach den drei Bewegungsrunden folgt immer eine Wirtschaftsrunde, in der die Spieler ihre Rohstoffe in Form von Konstruktionspunkten berechnen, für bereits bestehende Einheiten Unterhaltskosten bezahlen müssen und entweder neue Einheiten bauen oder neue Technologien erforschen können. An Raumschiffen stehen den Spielern eine Vielzahl an Kampfschiffen zur Verfügung, außerdem gibt es auch Raumwerften, Basen, Kolonieschiffe, Handelsschiffe, Frachter, Lockvögel, Minenschiffe und Minen. Das Spiel ist modular aufgebaut, sodass die Spieler sich vor dem Spiel entscheiden können, welche Teile sie benutzen wollen oder welche nicht. Zuletzt können die Spieler Gebote für die Spielreihenfolge der nächsten Runden abgeben.
Besonders an dem Spiel ist, dass die Mitspieler nicht wissen, für was jeder Spieler seine Konstruktionspunkte ausgibt. Raumschiffe und deren Anzahl sind bis kurz vor dem Kampf umgedreht und für die Mitspieler unsichtbar. Die erforschten Technologien trägt jeder Spieler geheim auf einer Produktionstabelle ein, auf der alle ausgegebenen Kosten für Raumschiffe und neuen Technologien aufgeschrieben werden.

## Entwicklung
Die Entwicklung des Spiels begann 1990 als Jim Krohn mit Freunden ein Weltraum-4X-Brettspiel entwerfen wollte. Die ersten Ideen wurden entwickelt und Prototypen entworfen, allerdings war die Spielzeit mit sechs bis sieben Nächten viel zu lang. In einem ersten Entwurf konnte man einzelnen Raumschiffen noch Namen geben und diese auf die Counter schreiben. Ende der 2000er Jahre fand man in GMT Games einen Verlag, der das Spiel produzieren wollte, bis es 2011 erschien.

## Erweiterungen
Mit Space Empires: Close Encounters von 2012 und Space Empires: Replicators von 2018 sind bereits zwei Erweiterungen erschienen, die dem Spiel zahlreiche weitere Möglichkeiten hinzufügen. Außerdem gibt es nun auch die Möglichkeit mit den Replicators eine sehr unterschiedlich spielbare Fraktion auszuwählen und mit bestimmten Szenarien das Spiel auch zu fünft spielen zu können. Für 2025 ist die Erweiterung Space Empires: All Good Things angekündigt.